# 名誉理事
名誉理事（めいよりじ）とは、学会或いは学校法人、連盟において定められる栄誉職或いは称号。名誉称号、名誉役員の職名の一種。類似称号に名誉理事長、名誉副理事長、名誉監事、名誉董事など(名誉監事、名誉董事については本項で解説)。

## 名誉理事

### 国際スポーツ連盟における名誉理事
国際的なスポーツ連盟では世界水泳連盟（旧：国際水泳連盟）が名誉理事の職を置いており、1960年には同連盟副会長の安部輝太郎が名誉理事に選出されている。

### 学校法人における名誉理事
学校法人では主に成蹊大学を運営する成蹊学園。学校法人国際基督教大学がいわゆる名誉役員の職として名誉理事を定め、大学教員や弁護士、企業顧問等を任じている。

### 社団・財団における名誉理事
社団・財団等では、一例として公益財団法人応用酵素協会などが外部の大学教授や名誉教授らを顧問等とともに名誉理事として迎えており、業務に関連ある分野の有識者をいわゆる名誉役員として任ずる例が見られる。

### 演劇界における名誉理事
演劇界では、主に宝塚歌劇団で名誉理事を定めており、かつて、「ノバ・ボサノバ」、「風とともに去りぬ」など270を超える作品の作曲・編曲・指揮を担当した入江薫らが就任したことでも知られる。また、日本舞踊界では花柳流の花柳泰輔が流派名誉理事を担っており、それぞれ演劇・舞踊の世界で顕著な貢献を残した人物が
就く職責となっている。

### 企業における名誉理事
企業では、伊藤忠商事株式会社が名誉理事の職を定めており、第2代代表取締役社長で元中華人民共和国駐箚特命全権大使の丹羽宇一郎などが名誉理事に就任している。

### 名誉理事設置機関
名誉理事の称号は主に以下の法人において定められている。

#### 学会
- 医用画像情報学会
- 多摩ニュータウン学会
- 日本 Endourology・ESWL 学会
- 日本基督教学会
- 日本光医学・光生物学会
- 日本交流分析学会
- 日本国際教育学会
- 日本国際政治学会
- 日本摂食・嚥下リハビリテーション学会
- 日本燃焼学会
- 日本仏教教育学会
- 日本法政学会
- 日本水環境学会関西支部
- 日本予防医学会
- 比較憲法学会
- 比較文明学会

#### 学校法人
- 青山学院
- 成蹊学園
- 芝浦工業大学

#### 社団法人
- 才能教育研究会
- 日本ダストコントロール協会
- 日本毛髪科学協会
- 発明協会
- 部落解放・人権研究所

#### 財団法人
- アジア生命保険振興センター
- 黒澤明文化振興財団
- ファイザーヘルスリサーチ振興財団
- 横浜市芸術文化振興財団

#### その他
- 江坂企業協議会
- 大阪府立堺工業高等学校雪陵会
- 小山学院
- 関西学生剣道連盟
- 栗橋國際カントリー倶楽部
- 世界連邦運動協会
- 全国四系列教育会議
- 戦略経営協会
- 同志社校友会
- 日本建築医学協会
- 日本ソマチット学会
- 日本二胡振興会
- 日本ビジネス・コンサルタント協会
- 日本舞台音響家協会
- 日本PostgreSQLユーザ会
- 日本民主法律家協会
- 日本理化学協会
- バンガロール日本人会
- 藤前干潟を守る会

## 名誉監事

### 学校法人における名誉監事
なお、学校法人日本基督教大学では名誉理事長、名誉理事とともに名誉監事の職名を定めている(名誉幹事とは異なり、会計監査に関する職名である)。

## 名誉董事

### 中国圏における官公署・企業における名誉董事
中国や台湾では董事の職を退いた人物等が名誉董事に任ぜられることがある。董事とは概ね取締役、理事等に比等される。

### 文献資料
- 日本上海史研究会『上海 重層するネットワーク』（汲古書院、2000年）ISBN 4762926566

### 報道資料
- 『日本経済新聞』2015年12月9日朝刊
- 『毎日新聞』1960年9月5日東京夕刊
- 『毎日新聞』2015年12月13日東京朝刊
- 『読売新聞』2015年11月18日東京朝刊

### インターネット資料
- 応用酵素協会ウェブサイト「顧問・名誉理事」
- 国際基督教大学ウェブサイト「理事会名簿」
- 成蹊学園ウェブサイト「理事・監事・評議員・名誉理事一覧   (2016年７月11日現在)」